# Ambassade de données
 (mai 2021).
Une ambassade de données est une solution traditionnellement mise en œuvre par les États-nations pour assurer la continuité numérique d'un pays en particulier en ce qui concerne les bases de données critiques. Il se compose d'un ensemble de serveurs qui stockent les données d'un pays et sont sous la juridiction de ce pays tout en étant situés dans un autre pays.

## Objectif
Les ambassades de données sont considérées comme un outil permettant d'assurer la continuité numérique d'un gouvernement, c'est-à-dire la survie des bases de données critiques pour permettre la poursuite du gouvernement même dans une situation où gouverner depuis l'intérieur des frontières du pays n'est plus une option. Les catastrophes naturelles, les cyberattaques à grande échelle et l'invasion militaire font partie des menaces susceptibles de conduire à une telle situation. Dans le pire des cas, une ambassade de données pourrait permettre au gouvernement de fournir ses services numériques sans le territoire national sous son contrôle. Cela rend les ambassades de données particulièrement attrayantes pour les pays qui ont déjà numérisé leurs bases de données les plus cruciales et sont situés à proximité des vecteurs de menace susmentionnés. En outre, les ambassades de données peuvent offrir une puissance de calcul supplémentaire pour un trafic serveur accru, par exemple pendant la saison électorale ou la période de déclaration de revenus électronique.

## Histoire
Les cyberattaques de 2007 contre l'Estonie ont perturbé les sites web d'organisations estoniennes, notamment le parlement estonien, ainsi que des journaux et des banques. En outre, l'Estonie a mis en œuvre une politique stricte de dématérialisation du papier, ce qui signifie que de nombreuses bases de données cruciales n'existent qu'au format numérique. Chargés d'assurer la sécurité et l'immuabilité de ces bases de données, les ministères se sont tournés vers les ambassades de données comme solution possible pour la continuité numérique. Cela était crucial non seulement pour les citoyens estoniens, mais aussi pour les e-résidents qui comptent sur ces services dans le monde entier. Ces efforts ont également été consignés dans la stratégie estonienne de cybersécurité 2014-2017, qui a créé un schéma pour assurer la continuité numérique de l'État.
En 2013, Taavi Kotka, alors directeur des systèmes d'information du gouvernement estonien, a fait des efforts actifs pour déterminer dans quelle constellation une ambassade de données serait la plus utile et la plus efficace. Le gouvernement estonien a également collaboré avec Microsoft sur deux études pour déterminer la faisabilité des ambassades de données virtuelles,. Le gouvernement a décidé de ne pas convertir certaines ambassades d'Estonie en ambassades de données parce que ces dernières ne possédaient pas les compétences techniques et de réponse aux crises nécessaires, dépendaient des services de télécommunications qui leur seraient offerts en raison de leur environnement et n'étaient pas physiquement construites conformément aux critères de sécurité que les centres de données doivent remplir.
Le 14 novembre 2016, le ministère estonien des affaires économiques et des communications et le ministère luxembourgeois des médias et des communications ont signé un protocole d'accord sur l'hébergement des données et des systèmes d'information. Le 20 juin 2017, le Premier ministre estonien Jüri Ratas et le Premier ministre luxembourgeois Xavier Bettel ont signé l'accord portant création d'une ambassade de données d'Estonie au Luxembourg,. Cet accord a été ratifié par les parlements luxembourgeois et estonien en 2018. Dans sa première itération, l'ambassade de données d'Estonie au Luxembourg sert actuellement de sauvegarde et de source de puissance de calcul supplémentaire pour les ensembles de données suivants qui sont considérés comme critiques pour le fonctionnement de l'État : système judiciaire de fichier électronique, système d'information du Trésor, e-land registre, registre des assujettis, registre des entreprises, registre de la population, journal officiel, registre des documents d'identité, cadastre foncier et registre national de l'assurance de pension.
En 2018, le Royaume de Bahreïn a mis en œuvre la "loi sur le cloud" qui permet aux données stockées dans les centres de données bahreïnis d'être soumises au droit interne d'un pays tiers.

## Base légale
Au départ, la recherche universitaire a également envisagé l'application de la Convention de Vienne de 1963 sur les relations consulaires ou de la Convention de Vienne de 1961 sur les relations diplomatiques pour assurer la protection et l'inviolabilité des données, mais a conclu que ces conventions nécessiteraient des changements importants. En raison de l'absence de précédent juridique international, les ambassades de données n'ont jusqu'à présent été créées que sur la base d'accords bilatéraux inspirés du libellé utilisé dans les Conventions de Vienne. Ces accords bilatéraux doivent également généralement être ratifiés par les parlements des pays partenaires.